# سانا فلوت
سانا فلوت (مواليد 10 مارس 1995) عارضة أزياء هولندية , اكسبت شهرة عالمية بعد ظهورها في عرض فيكتوريا سيكريت للأزياء لأول مرة عام 2015 واستمرت لمدة ثلاث سنوات متتالية.
تطورت طوال مسيرتها المهنية ، لتعتبر من أشهر عارضات الأزياء في جيل الألفية بين مجموعة من أفضل الموديلات حول العالم بعد أن احتضنتها مدرجات دور الأزياء الراقية وظهرها في مجلات الموضة العالمية مثل فوغ و ، هاربر بازار.

## نشأتها
ولدت سانا فلوت في قرية دونكير بروك ، هولندا، اشتهرت في بلدها بادئ الأمر كلاعبة جمباز في سن الرابعة عشرة ، أثناء اختبار أداء المواهب التلفزيونية، هولاند غوت تالنت ، بدعم كبير من عائلتها ، كانت والدة ساني تصطحبها بشكل روتيني إلى أمستردام لالتقاط الصور ، على الرغم من أن مجال عروض الازياء لم تكن المسار الوظيفي الذي تصورته سان لنفسها ، فقد قررت أن تستمر في العمل لمدة خمسة عشر عامًا ، قررت سانا متابعة مهنتها في عروض الازياء بدوام كامل بعد تخرجها من المدرسة الثانوية. وفي ذلك الوقت ، بدأت أيضًا في التواجد على مواقع التواصل الاجتماعي ، حيث اكتسبت إعجابًا كبيرًا على منصة يوتيوب (370 ألف مشترك +) و منصة انستغرام (332K + متابع).

## حياتها المهنية
انطلاقتها الكبرى كانت في عام 2014 ، عندما مشت في عرض مصمم الأزياء الشهير أوسكار دي لا رينتا في أسبوع الموضة في نيويورك, ومنذ ذلك الحين ، ظهرت في العديد مدرجات دور الأزياء العالمية لأفضل المصممين ، بما في ذلك فيرساتشي وشانيل وتوم فورد وبالمين وجورجيو أرماني ودولتشي آند غابانا وبادغلي ميشكا وكارولينا هيريرا ومايكل كورز ونارسيسو رودريغيز وموشينو وموجلر وجايسون وو وستيلا مكارتني.
في عام 2015 ، دخلت سانا في أول عرض أزياء فكتوريا سيكريت في نوفمبر من عام 2017 ، ظهرت للمرة الثالثة على منصة عرض الأزياء العالمية للملابس الداخلية في شنغهاي ،
بالإضافة إلى ذلك ، ظهورها بانتظام على أغطية وصفحات الداخلية لمجلات الأزياء العالمية ، فوغ ، هاربر بازار ، ماري كلير ، ألور ، إل ، انترفيو ومجلة في. وتشمل ظهورها حملاتها الإعلانية رالف لورين وجورجيو أرماني ومايكل كورز وسي كيه ون من كالفن كلاين.

## روابط خارجية
- سانا فلوت على موقع IMDb (الإنجليزية)
- سانا فلوت على موقع دليل عارضات الأزياء (الإنجليزية)
- سانا فلوت على إنستغرام
- سانا فلوت في موديلز.كوم